# Juno (Sabrina Carpenter)
Juno è un singolo della cantautrice statunitense Sabrina Carpenter, pubblicato il 13 dicembre 2024 come quinto estratto dal sesto album in studio Short n' Sweet.

## Classifiche
| Classifica (2024-25) | Posizione massima |
| -------------------- | ----------------- |
| Australia            | 19                |
| Canada               | 25                |
| Filippine            | 26                |
| Irlanda              | 14                |
| Norvegia             | 42                |
| Nuova Zelanda        | 19                |
| Portogallo           | 54                |
| Regno Unito          | 24                |
| Singapore            | 16                |
| Stati Uniti          | 24                |
| Svezia               | 94                |